# Pachnobia fasciata
Pachnobia fasciata là một loài bướm đêm trong họ Noctuidae.